# 214678 Slavėnas
214678 Slavėnas è un asteroide della fascia principale. Scoperto nel 2006, presenta un'orbita caratterizzata da un semiasse maggiore pari a 2,770910 UA e da un'eccentricità di 0,042574, inclinata di 6,526472° rispetto all'eclittica.
Fa parte della famiglia di asteroidi Witt.
L'asteroide è dedicato a Paulius Slavėnas, storico della scienza ed astronomo lituano. 